# Eneasz Caprara

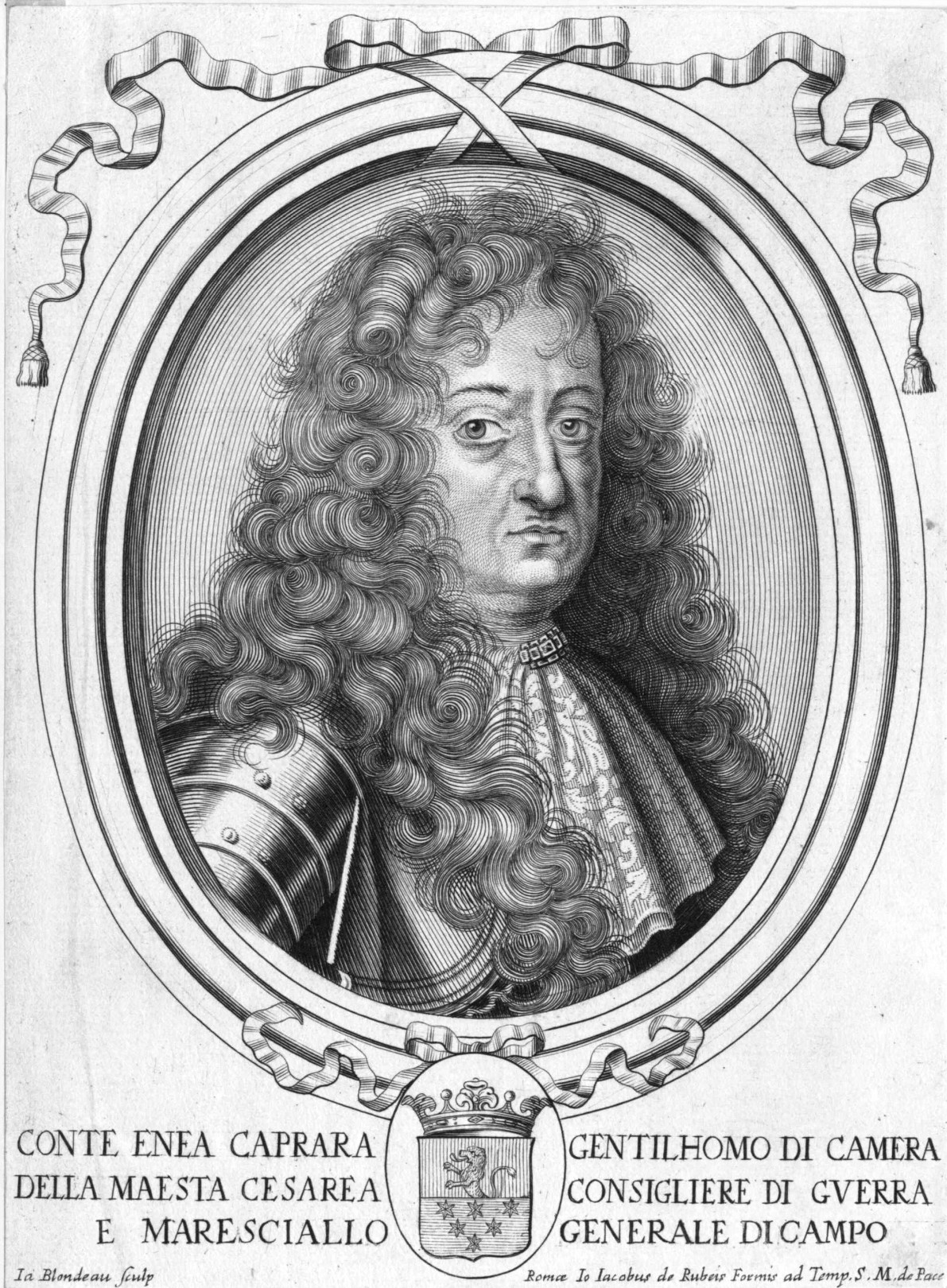
Hrabia Eneasz Sylwiusz de Caprara (Enea Silvio de Caprara) austriacki marszałek polny

Eneasz Sylwiusz de Caprara (wł. Enea Silvio de Caprara, niem. Äneas Sylvius von Caprara) (16 listopada 1631, 3 lutego 1701), austriacki marszałek polny podczas wojny Francji z Ligą Augsburską (tzw. „wojna palatynacka”).

## Życiorys
Urodzony jako potomek włoskiego hrabiego Niccolò de Caprary. Podczas wojny Francji z koalicją (1672-1678) służył pod wodzą Karola V Lotaryńskiego, gdzie w trzech kolejnych bitwach pod Sinsheim, Enzheim i Miluzą brany był do francuskiej niewoli. Później zwalniany, uwolnił od oblężenia Offenburg w 1677.
Podczas bitwy pod Wiedniem w 1683, Caprara znów walczył pod wodzą Karola Lotaryńskiego, stawiając opór wojskom tureckim na Węgrzech. 29 listopada 1683 został mianowany na stopień marszałka polnego.
Odznaczył się podczas oblężenia twierdzy Érsekújvár 7 lipca-17 sierpnia 1685. Na początku wojny palatynackiej Caprara został naczelnym wodzem wojsk cesarskich w północnych Włoszech gdzie, w 1692, zaangażowany został w kampanię mającą na celu podbój Delfinatu. Dwa lata później przeniesiony został na Węgry, gdzie pozostał naczelnym wodzem armii Cesarstwa do 1696, kiedy to został wiceprzewodniczącym Wojennej Rady Cesarskiej. Na tym stanowisku służył cesarzowi Leopoldowi I do śmierci 3 lutego 1701. W wojsku cesarskim dał się poznać jako śmiały dowódca kawalerii.